# Адрес электронной почты
Адрес электронной почты — запись, установленная по RFC 5322, однозначно идентифицирующая почтовый ящик, в который следует доставить сообщение электронной почты.
Адрес состоит из двух частей, разделённых символом «@». Левая часть указывает имя почтового ящика, часто оно совпадает с логином пользователя. Правая часть адреса указывает доменное имя того сервера, на котором расположен почтовый ящик.
Существуют иные (более сложные или устаревшие) формы адреса электронной почты, но они используются редко.
При доставке сообщения почтовый сервер отправителя выделяет правую часть адреса и разрешает при помощи DNS соответствующее доменное имя. При этом запрашивается запись типа MX (англ. mail exchange). Обычно у почтовых доменов несколько MX-записей, каждая из которых имеет определённый приоритет, обозначенный целым числом. Чем меньше это число, тем выше приоритет.
Ниже приведён пример, показывающий, куда должно быть отослано письмо, имеющее адрес назначения info@wikipedia.org. Запрос в DNS возвращает MX-запись для соответствующего домена:
```
$>host -t mx wikipedia.org
wikipedia.org mail is handled by 50 pascal.knams.wikimedia.org.
wikipedia.org mail is handled by 10 mail.wikimedia.org.
$>
```

В этом примере указаны два сервера электронной почты, обслуживающие домен wikipedia.org. Они имеют приоритет 50 и 10 соответственно. Это значит, что для любого адреса электронной почты, содержащего в правой части wikipedia.org, почта должна передаваться на хост mail.wikimedia.org (первичный сервер), а если он недоступен, то на хост pascal.knams.wikimedia.org (вторичный сервер).
Почтовый сервер отправителя соединяется по протоколу SMTP с почтовым сервером, указанным в MX-записи, и передаёт ему сообщение.